# Niewiadom
Niewiadom (deutsch Birkenau, Niewidiadom) ist ein Ortsteil der Stadt Rybnik  in Polen.

## Geschichte
Im 14. Jahrhundert war hier das Rittergut Noviedomie. Einer der ersten Besitzer im 15. Jahrhundert war Václav Kropáč z Nevědomi. Später war das Gut bis zum Jahr 1795 im Besitz des Uradels von Larisch. Die Gutsbezirke Nieder und Ober Niewiadom sind 1908 in Birkenau umbenannt worden und lagen im Ortspolizeibezirk Lentzberg. Von 1818 bis 1926 gehörte Niewiadom zum Kreis Rybnik.
Im Jahr 1792 wurde zwischen Niewiadom und Radlin die Steinkohlegrube Hoym, benannt nach Karl Georg Heinrich von Hoym (1739–1807), gegründet. Es war die erste Grubenanlage im Rybniker Kohlerevier. Im Dezember 1870 sind die Bergwerke Hoym und Laura zusammengelegt worden und im Jahr 1882 wurde das Bergwerk Carolus angeschlossen. In der Mitte des 19. Jahrhunderts sind die Römergrube und die Beatens-Glück-Grube gegründet worden.
Nach der Volksabstimmung in Oberschlesien am 20. März 1921 wurde der östliche Teil des Kreises Rybnik als Ostoberschlesien an die Zweite Polnische Republik abgetreten. Im September 1932 wurde die Holm-Laura-Grube in kopania Ignacy, nach Ignacy Jan Paderewski, umbenannt. Die Steinkohlegrube Ignacy (2671 Beschäftigte im Jahr 1958) wurde im Jahr 1995 (Schacht Kościuszko) stillgelegt und ist ein historisches Objekt an der Route der Technischen Denkmäler in der Woiwodschaft Schlesien.
Nach Kriegsende war Niewiadom ein Ort in der selbständigen Gmina Niewiadom, die im Jahr 1955 in die Stadt Niedobczyce eingemeindet wurde. Von 1946 bis 1998 gehörte die Stadt Niedobczyce zu der Woiwodschaft Katowice.
Mit der Eingemeindung im Jahr 1975 wurde Niewiadom ein westlicher Ortsteil der Stadt Rybnik und liegt seit 1999 in der Woiwodschaft Schlesien.

## Persönlichkeiten
- Aloysia von Eichendorff (1792–1855), geborene Freiin von Larisch, Ehefrau Joseph von Eichendorffs